# 979
979 (CMLXXIX) fue un año común comenzado en miércoles del calendario juliano, en vigor en aquella fecha.

## Acontecimientos
- 6 de febrero a 19 de julio:[1] Conquista de la Dinastía Han Norte de China. La Dinastía Song reunifica el Imperio y pone fin del Periodo de Cinco Dinastías & Diez Reinos. De los varios Estados combatientes solo sobrevive el de Liao (noroeste de China), el cual durará hasta la aparición del Imperio Mongol.
- 8 de junio:[2] Coronación de Luis V de Francia en Compiègne.
- 26 de junio a 1 de agosto: Primera campaña Song en contra de la Dinastía Liao.
- En el Imperio Romano Oriental (Bizantino), se da la Batalla de Pankalia entre los rebeldes de Bardas Esclero y el Emperador Basilio II.
- Fundación de Bruselas, un castrum sobre el río Sena.
- Fundación del Tynwald, parlamento de la isla de Man.